# Пауерлифтинг
Пауерлифтинг (енгл. Powerlifting) је такмичарски спорт снаге који се састоји од три покушаја максималне тежине на три дизања: чучањ, потисак са клупе и мртво дизање. Као и у олимпијском спорту дизања тегова, прати спортисту који покушава да постигне максималну тежину једним подизањем утеге са плочама за тегове. Пауерлифтинг је еволуирао из спорта познатог као „непарна дизања”, који је пратио исти формат од три покушаја, али је користио шири спектар догађаја.
Такмичења пауерлифтинга се одржавају широм света. Пауерлифтинг је параолимпијски спорт (само потисак са клупе) од 1984. Кровна организација је Интернационална пауерлифтинг федерација (ИПФ), а је такође спорт на Светским играма. Локална, национална и међународна такмичења такође су санкционисана од стране других федерација које делују независно од ИПФ.